# Krystyna Cel
Krystyna Cel (ur. 1940) – polska poetka, eseistka.
Wydała m.in. tomiki wierszy: Ścieżkami dalekiego ogrodu, Księżyc w styczniu, zbiór esejów Tajemnice przeżyć nieuchwytnych, Nim zapadnie zmierzch. Laureatka I nagrody w dziale poezji konkursu im. St. Żeromskiego za tomik Zagubiony widnokrąg.
Mieszka w Kielcach, gdzie – przed przejściem na emeryturę – pracowała jako nauczycielka polonistka i bibliotekarka. Członek Kieleckiego Oddziału Związku Literatów Polskich.